# Metal Resistance
Metal Resistance (geschrieben: METAL RESISTANCE) ist das zweite Studioalbum der japanischen Metalband Babymetal. Es erschien am 29. März 2016 in Japan, die internationale Veröffentlichung folgte drei Tage später. Sechs Wochen zuvor war die Single Karate ausgekoppelt worden. Metal Resistance entwickelte den im Debütalbum Babymetal definierten Stil Kawaii Metal weiter und etablierte Babymetal endgültig in der weltweiten Metal-Szene. In den japanischen Oricon-Charts stieg das Album auf Platz 2, in Großbritannien war es das höchstplatzierte jemals veröffentlichte japanischsprachige Album und in den USA waren Babymetal die erfolgreichsten japanischen Musiker seit mehr als 50 Jahren.

## Veröffentlichung und Promotion
Unmittelbar nach dem Ende des letzten Konzerts der Welttournee 2015, das am 13. Dezember in der Yokohama Arena stattfand, gab das Management die bevorstehende Veröffentlichung eines neuen Albums bekannt. Am 15. Januar 2016 meldete die Musikpresse, dass dessen Name Metal Resistance lauten werde. Fünf Wochen später, am 19. Februar 2016, folgte die Veröffentlichung des Artworks und der Tracklist. Das zwölf Monate zuvor veröffentlichte Lied Road of Resistance war bereits auf der internationalen Version des Debütalbums enthalten, fehlte aber auf der japanischen Version aus dem Jahr 2014, weshalb es auf Metal Resistance nochmals zu finden ist.
Das Lied Karate wurde am 25. Februar 2016 als Digital-Single veröffentlicht und das dazu gehörende Musikvideo am selben Tag auf dem offiziellen YouTube-Kanal hochgeladen. Ein weiteres Musikvideo für The One war ab 26. März ebenfalls auf YouTube zu sehen; es enthält Aufnahmen von zwei Konzerten in der Yokohama Arena am 12. und 13. Dezember 2015, wo das Lied erstmals live gespielt worden war. In Japan war das Album ab dem 29. März 2016 erhältlich, drei Tage vor der weltweiten Veröffentlichung am 1. April. Am 2. April begann in der Wembley Arena in London eine neue Welttournee. Um in den USA zusätzlich Werbung zu machen, trat die Band am 5. April in New York in der Late Show with Stephen Colbert auf, wo sie live ihren Hit Gimme Chocolate!! spielte.
Metal Resistance erschien in mehreren Versionen. Die japanische Standard-Edition und die internationale Standard-Edition („Out of Japan“) unterscheiden sich beim Artwork und zum Teil auch inhaltlich. Auf der internationalen Edition ist das Lied The One vollständig in englischer Sprache gesungen, auf der japanischen nur im Chorus. Das Lied Syncopation auf der japanischen Edition wurde auf der internationalen Edition durch das Lied From Dusk Till Dawn ersetzt. Außerdem gab es zwei verschiedene limitierte Versionen: Der einen war eine DVD mit Aufnahmen eines Auftritts beim Metropolitan Rock Festival 2015 beigelegt. Die zweite mit dem Titel The One war exklusiv für Mitglieder des Babymetal-Fanclubs erhältlich. Sie enthält eine „unvollendete Version“ des gleichnamigen Lieds; ebenso war eine Blu-ray mit Aufnahmen zweier Fanclub-Konzerte (Apocrypha – 'The Black Mass' & 'The Red Mass') beigelegt.

## Kompositionen
Das Songmaterial für das neue Album wurde ab 2013 entwickelt, darunter der Chorus für Amore und das Lied No Rain, No Rainbow. Letzteres hatte die Band 2014 an zwei Konzerten gespielt, doch fand es keine Aufnahme auf dem Debütalbum. Hingegen ist es auf dem im Oktober 2014 erschienenen Live-Album Live: Legend 1999 & 1997 Apocalypse enthalten. Mehr Material entstand hauptsächlich während der Welttournee 2014. Kei Kobayashi (Kobametal), der Executive Producer der Band, führte in einem Interview aus, dass die Texte und die Musik vor der Veröffentlichung einem andauernden Optimierungsprozess unterworfen waren.
Erstes Lied auf dem Album ist Road of Resistance, musikalisch eine Mischung aus Speed Metal und Symphonic Metal, die dem Stil der britischen Metalband DragonForce ähnelt. Tatsächlich waren zwei Mitglieder dieser Band, Herman Li und Sam Totman, bei der Produktion der Gitarrentracks behilflich. Außerdem nimmt der Text des Liedes, das bereits im Januar 2015 als Single veröffentlicht worden war, den Titel des zweiten Albums vorweg. Die kurz vor dem Album veröffentlichte Single Karate ist ein Nu-Metal-Lied mit Elementen von Metalcore, Djent und J-Pop. Awadama Fever, dessen Bubblegum-inspirierter Gesang von einer „Zeitmaschine mit Minzgeschmack“ handelt, besteht aus einem Drum-and-Bass-Intro und einem Industrial-Metal-Hauptteil. Viele Musikkritiker verglichen es mit Gimme Chocolate!! auf dem Debütalbum. Das Lied Yava! wiederum ist stark durch Ska beeinflusst und zeichnet sich stellenweise durch Staccato-artigen Gesang aus.
Amore wird von Leadsängerin Suzuka Nakamoto (Su-metal) solo gesungen. Nach einem eher ruhigen Intro geht das Lied unvermittelt in Speed Metal über und behält die hohe Geschwindigkeit bis zum Schluss aufrecht. Der Viking Metal in Meta Taro erinnert an Amon Amarth, wobei die Gitarren zugunsten von Synthesizern etwas in den Hintergrund treten. Nur auf der japanischen Version enthalten ist das Lied Syncopation, dessen Stil von Visual Kei geprägt ist. Auf der internationalen Version ist stattdessen From Dusk Till Dawn zu finden, das mit Trip-Hop-Beats und Falsett-Gesang „ein episches Gefühl wie bei einem Filmsoundtrack“ erzeugt.
Yui Mizuno (Yuimetal) und Moa Kikuchi (Moametal), die zusammen die Subgruppe „Black Babymetal“ bilden, singen das Lied GJ! im Rap-Metal-Stil zu aggressiven Nu-Metal-Riffs. Dieselben Sängerinnen sind auch in Sis. Anger zu hören, einem äußerst harten Death-Metal-Lied, in dem auch Einflüsse von Black Metal auszumachen sind. Im Gegensatz dazu wird das solo von Nakamoto gesungene No Rain, No Rainbow als Power-Ballade beschrieben, die an den Glam Metal der 1980er Jahre erinnert und deren Melodie von X Japan inspiriert wurde. Das Lied Tales of the Destinies ist experimenteller, technisch komplexer Progressive Metal, der an Dream Theater erinnert und unerwartete Ragtime-Einlagen enthält. The One nimmt das Thema des vorherigen Liedes auf und verwandelt es in eine epische Progressive-Metal-Ballade. Tatsächlich waren The One und Tales of the Destinies ursprünglich ein einziges Lied, wurden aber während der Produktion aufgeteilt und weiterentwickelt.

## Rezensionen
Metal Resistance erhielt überwiegend wohlwollende Bewertungen von Musikkritikern. Metacritic errechnete auf der Basis von acht Reviews einschlägiger Medien 74 von 100 möglichen Punkten, was «allgemein positiv» bedeutet, während der Durchschnitt der Leser-Reviews 8,5 von 10 Punkten betrug.
Die Japan Times meinte, die Erfolgsformel des Debütalbums sei perfektioniert worden. Ein bemerkenswerter Nebeneffekt des Idol-Pop-Einflusses sei, dass verschiedene Metal-Stile auf demselben Album miteinander existieren können. Rock Sound schrieb, dass beim Vorgängeralbum wahrhaftig großartige Lieder zum Teil ein Opfer ihrer Verrücktheit geworden seien, was auf dem neuen Album jedoch nicht mehr passiere. Metal Resistance sei dennoch „wahnsinniger als ein Haufen Scrabble spielender Otter“. Kerrang bezeichnete das Album als „brillianten Spaß“.
Consequence of Sound war der Ansicht, die Band vervollkommne eine Fusion von technischem Metal, Dance-Musik und Power-Pop, die sowohl kompetent als auch emotional belebend sei. Besonders hörenswert seien Karate und From Dusk Till Dawn. Der Observer nannte das Album „regelbrechend“ und hob dabei vor allem GJ! und Sis. Anger hervor, befand aber, No Rain, No Rainbow sei zu „formelhaft“ und der englische Liedtext von The One entziehe der Band ein wenig ihre Exotik. laut.de kam zum Schluss: „Babymetal polarisieren, sind garantiert nicht jedermanns Sache – schon gar nicht die des gemeinen Metallers – doch sie rütteln auf, öffnen jede Menge Türen. Vor allem sind sie ein Phänomen von heute. Und vielleicht exakt die Frischzellenkur, die der Metal dieser Tage braucht.“

## Trackliste
| Nr.          | Titel                              | Musik                             | Text                                        | Länge |
| ------------ | ---------------------------------- | --------------------------------- | ------------------------------------------- | ----- |
| 1.           | Road of Resistance                 | Mish-Mosh • Norimetal • Kyt-metal | Kitsune of Metal God • Mk-metal • Kxbxmetal | 5:19  |
| 2.           | Karate (カラテ)                    | Yuyoyuppe                         | Yuyoyuppe                                   | 4:23  |
| 3.           | Awadama Fever (あわだまフィーバー) | Takeshi Ueda                      | Mk-metal • Kxbxmetal                        | 4:13  |
| 4.           | Yava! (ヤバッ!)                    | Norimetal                         | Nakametal • Mk-metal • Kxbxmetal            | 3:48  |
| 5.           | Amore (蒼星)                       | Norimetal                         | Norimetal • Mk-metal • Kxbxmetal            | 4:39  |
| 6.           | Meta Taro (メタ太郎)               | Ryu-metal                         | Kxbxmetal • Ryu-metal                       | 4:06  |
| 7.           | Syncopation (シンコペーション)     | Norimetal                         | Norimetal • Kxbxmetal                       | 4:07  |
| 8.           | GJ!                                | Yuyoyuppe                         | Nakata Caos • Yuyoyuppe                     | 2:56  |
| 9.           | Sis. Anger                         | Tsubometal                        | Tsubometal • Tmetal                         | 3:45  |
| 10.          | No Rain, No Rainbow                | Yoshifu-metal                     | Yoshifu-metal • Mk-metal • Nakametal        | 4:50  |
| 11.          | Tales of the Destinies             | Mish-mosh                         | Kitsune of Metal God • Kxbxmetal            | 5:35  |
| 12.          | The One                            | Mish-mosh                         | Kitsune of Metal God • Kxbxmetal            | 6:29  |
| Gesamtlänge: | Gesamtlänge:                       | Gesamtlänge:                      | Gesamtlänge:                                | 54:09 |

| Nr.          | Titel                          | Musik        | Text                             | Länge |
| ------------ | ------------------------------ | ------------ | -------------------------------- | ----- |
| 7.           | Syncopation (シンコペーション) | Norimetal    | Norimetal • Kxbxmetal            | 4:07  |
| 8.           | GJ! (Reward edit)              | Yuyoyuppe    | Nakata Caos • Yuyoyuppe          | 2:56  |
| 12.          | The One (Unfinished ver.)      | Mish-mosh    | Kitsune of Metal God • Kxbxmetal | 3:39  |
| Gesamtlänge: | Gesamtlänge:                   | Gesamtlänge: | Gesamtlänge:                     | 51:19 |

| Nr.          | Titel                  | Musik        | Text                                      | Länge |
| ------------ | ---------------------- | ------------ | ----------------------------------------- | ----- |
| 7.           | From Dusk Till Dawn    | Yuyoyuppe    | Kitsune of Metal God • Kxbxmetal • Tmetal | 3:47  |
| 12.          | The One (English ver.) | Mish-mosh    | Kitsune of Metal God • Kxbxmetal          | 6:29  |
| Gesamtlänge: | Gesamtlänge:           | Gesamtlänge: | Gesamtlänge:                              | 53:49 |

## Mitwirkende
(Angaben gemäß dem Booklet des Albums)
| - Suzuka Nakamoto (Su-metal): Leadgesang - Yui Mizuno (Yuimetal): Gesang - Moa Kikuchi (Moametal): Gesang - Kei Kobayashi (Kobametal, Kxbxmetal, Kitsune of Metal God): Executive Producer, Management, Text - Takehiro Mamiya (Yuyoyuppe): Text, Musik, Arrangement, Abmischung - Ryugi Yokoi (Ryu-metal): Text, Musik, Arrangement - Tatsuya Tsubono (Tsubometal): Text, Musik, Arrangement - Yuuya Shimizu (Tmetal): Text | - Nobuaki Miyasaka (Mish-Mosh): Musik, Arrangement - Sari Miyasaka (Mish-Mosh): Musik, Arrangement - Takeshi Ueda: Text, Musik, Arrangement, Abmischung - Kyoto: Arrangement - Tatsuo: Arrangement - Meg (Megmetal): Arrangement - Leda (Ledametal): Gitarre, Bass, Arrangement - Herman Li: Gitarre - Sam Totman: Gitarre |

## Rezeption

### Chartplatzierungen
Metal Resistance stieg in den japanischen Oricon-Tagescharts vom 1. April 2016 auf den ersten Platz, in den Oricon-Wochencharts belegte das Album mit 132.881 verkauften Tonträgern (ohne Downloads) den zweiten Platz hinter den J Soul Brothers. Der 15. Platz in den britischen Albumcharts ist die höchste Rangierung, die eine japanische Band in Großbritannien jemals erreichte. In den Album-Charts von Billboard 200 erreichte Metal Resistance Platz 39; dies ist die höchste Rangierung japanischer Interpreten in den USA seit 1963, als Kyū Sakamoto mit Sukiyaki and Other Japanese Hits erfolgreich war.
| ChartsChartplatzierungen       | Höchstplatzierung | Wochen |
| ------------------------------ | ----------------- | ------ |
| Deutschland (GfK)              | 36 (11 Wo.)       | 11     |
| Japan (Oricon)                 | 2 (48 Wo.)        | 48     |
| Österreich (Ö3)                | 22 (1 Wo.)        | 1      |
| Schweiz (IFPI)                 | 55 (1 Wo.)        | 1      |
| Vereinigte Staaten (Billboard) | 39 (2 Wo.)        | 2      |
| Vereinigtes Königreich (OCC)   | 15 (2 Wo.)        | 2      |

### Auszeichnungen für Musikverkäufe
| Land/Region  | Auszeichnungen für Musikverkäufe (Land/Region, Auszeichnung, Verkäufe) | Verkäufe |
| ------------ | ---------------------------------------------------------------------- | -------- |
| Japan (RIAJ) | Gold                                                                   | 100.000  |
| Insgesamt    | 1× Gold ·                                                              | 100.000  |

### Auszeichnungen bei Musikpreisen
| Jahr | Auszeichnung                     | Kategorie        | Resultat |
| ---- | -------------------------------- | ---------------- | -------- |
| 2016 | MTV Video Music Awards Japan     | Best Album Japan | Gewonnen |
| 2017 | Loudwire 6th Annual Music Awards | Best Metal Album | Gewonnen |

## Übersicht der Veröffentlichungen
| Region | Datum         | Format          | Label                           | Editionen             | Katalog-Nr. |
| ------ | ------------- | --------------- | ------------------------------- | --------------------- | ----------- |
| Japan  | 29. März 2016 | CD, DVD         | BMD Fox Records • Toy’s Factory | limitiert             | TFCC-86545  |
| Japan  | 29. März 2016 | CD              | BMD Fox Records • Toy’s Factory | Standard              | TFCC-86546  |
| Japan  | 1. Apr. 2016  | LP, Digital     | BMD Fox Records • Toy’s Factory | Standard              | PPTF-3870   |
| Japan  | 1. Apr. 2016  | CD, Blu-ray     | BMD Fox Records • Toy’s Factory | „The One“ (limitiert) | ONEC-0002   |
| Europa | 1. Apr. 2016  | CD, Digital, LP | earMusic                        | „Out of Japan“        | 0210923EMU  |
| USA    | 1. Apr. 2016  | CD, Digital, LP | RAL • Sony Music Entertainment  | „Out of Japan“        | 8875193202  |